# Otto Grimm (Politiker, 1901)
Otto Grimm (* 20. April 1901 in Gotha; † 8. November 1969 in Leverkusen) war ein deutscher Jurist und Kommunalpolitiker. Er war von 1936 bis 1945 Oberbürgermeister der Stadt Altenburg in Thüringen.

## Leben und Wirken
Nach dem Schulbesuch studierte er Rechtswissenschaften in Göttingen und war seit 1920 Mitglied der Burschenschaft Brunsviga Göttingen. Er promovierte zum Dr. jur. Im März 1920 war er als Mitglied vom Freikorps Thüringen am Kapp-Putsch beteiligt. Später trat er dem Landesverband Thüringen der DVP bei. Partei und Landesverband wurden 1933 aufgelöst. Daraufhin trat er zum 1. April 1933 der NSDAP bei (Mitgliedsnummer 1.791.554). Zum 1. Mai 1933 wurde er Mitglied der SA, in der er 1938 zum Sturmführer befördert wurde.
Als Jurist wurde er 1927 zum Stadtassessor in seiner Geburtsstadt Gotha ernannt und für die DVP 1931 zum Bürgermeister von Friedrichroda gewählt. Nachdem er ab 1933/34 einige Zeit in Gera als Bürgermeister und Stadtkämmerer tätig war und dort 1935 ein Dienststrafverfahren gegen ihn wegen disziplinlosen und unmoralischen Verhaltens eingeleitet wurde, legte er dieses Amt nieder und wechselte den Wohnort. Am 1. April 1936 wurde er für die NSDAP Oberbürgermeister der Stadt Altenburg, die gleichzeitig auch Sitz des Stadtkreises Altenburg war.
1939 verfasste er als Oberbürgermeister die Propagandaschrift Die Auswirkungen des Marxismus in Altenburg und ihre Überwindung durch den Nationalsozialismus im Umfang von 196 Seiten.
In Altenberg gab es insgesamt 274 anerkannte Opfer des Faschismus, darunter 45 ermordete oder an den Haftfolgen verstorbene Personen, von denen ein Großteil während seiner Dienstzeit ums Leben kam. 96 jüdische Bürger Altenburgs verloren durch die NS-Terrorherrschaft ihr Leben, über 100 wurden in die Emigration getrieben. 390 Personen wurden Opfer der nationalsozialistischen Krankenmorde.
Ebenfalls während seiner Dienstzeit entstanden ab 1941 im Stadtgebiet von Altenburg mehrere Außenlager des KZ Buchenwald, in denen KZ-Häftlinge, ausländische Kriegsgefangene und zivile Zwangsarbeiter untergebracht waren. In dieser Zeit arbeiteten rund 13.000 Häftlinge für den Rüstungskonzern HASAG. An insgesamt 431 Opfer wird auf dem Friedhof von Altenburg erinnert.
Nachdem am 15. April 1945 US-amerikanische Truppen kampflos in die Stadt einmarschiert waren, wurde Grimm am 23. April 1945 seines Amtes enthoben. Ende April wurde er in amerikanische Haft genommen und später in die amerikanische Besatzungszone nach Hessen in die Lager Hersfeld, Schwarzborb und Darmstadt gebracht. Im Frühjahr 1947 wurde er in Darmstadt aus der Haft entlassen. Während er in der sowjetischen Besatzungszone als Hauptverbrecher eingestuft wurde, fand erst 1949 ein Spruchkammerverfahren gegen Grimm statt, der zwischenzeitlich nach Braunschweig gezogen war. Dort wurde er als Mitläufer und 1950 als Entlasteter eingestuft.
Im März 1949 wurde er beim Rat der Stadt Salzgitter zum juristischen Mitarbeiter der Stadt ernannt und im darauffolgenden Jahr Stadtdirektor in Wolfsburg.
Im August 1950 bewarb sich Grimm erfolgreich um eine Stelle bei der Stadtverwaltung Leverkusen. Dort wurde er 1951 zum Stadtdirektor gewählt und führte ab 1955 den Titel „Oberstadtdirektor“. Die Rede des Herrn Oberstadtdirektor Dr. Otto Grimm anläßlich des offiziellen Besuches des Herrn Ministerpräsidenten Dr. Franz Meyers am 8. Februar 1962 in Leverkusen erschien in Druck.
1963 ging er vorzeitig in den Ruhestand, wechselte danach aber in eine Wirtschaftsvereinigung.
Er starb 1969 im Leverkusener Stadtteil Wiesdorf als Oberbürgermeister a. D. und wurde auf dem Manforter Friedhof beerdigt.
Verheiratet war er seit 1927 mit Elfriede geborene Schmidt.

## Ehrungen
- 1966 Verleihung des Ehrenringes der Stadt Leverkusen und Vorschlag für die Verleihung des Bundesverdienstkreuzes (Antrag wurde abgelehnt)
- 1975 Benennung der Otto-Grimm-Straße in Leverkusen (2017 nach längerem Protest rückgängig gemacht[9])